# Власть (Фуко)
Власть — одно из центральных понятий генеалогического метода М. Фуко. Наиболее подробно концепция власти изложена в первом томе его многотомной работы «История сексуальности» (фр. Histoire de la sexualité, vol. 1: La volonté de savoir, 1976), в разделе «Диспозитив сексуальности». Считается, что учение о власти Мишеля Фуко входит в перечень классических доктрин академической дисциплины «философия власти».
Власть являет собой «множественность отношений силы». Эти отношения исходят из неоднородных точек, распределённых по всему социальному пространству, они не локализуются в единственном центре, который осуществлял бы универсальное принуждение. Напротив, властные отношения выражаются во множестве очагов тактического давления и насилия, которые действуют анонимно и всегда отсылают к чему-то другому.
Такая организация приходит на смену новоевропейскому порядку, которому был присущ единственный и чётко определённый источник силы — монархическая власть. Однако именно в силу этой определимости, как считал Фуко, новоевропейское устройство характеризовалось гораздо меньшей тоталитарностью, нежели современность.
Другим наиболее важным свойством власти является факт того, что она действует не в качестве агента, пусть и множественного, который принуждал бы других субъектов к выгодным ему действиям. Дело в том, что власть инкорпорирована в практики, которые совершают субъекты любого статуса и класса, то есть она проявляется в способах говорить, организовывать пространство и повседневность, сексуальные практики и т. д.:
«Власть повсюду; не потому, что она всё охватывает, но потому, что она отовсюду исходит».
Для современных исследователей открытым остается вопрос о пространственно-временном измерении власти в текстах Мишеля Фуко.

## Черты власти
- Власть не находится во внешнем положении к другим видам отношений (экономическим, теоретическим, семейным, культурным, сексуальным), но включена в них.
- Отношения власти «одновременно интенциональны и несубъектны», то есть каждое из них преследует определённую цель и действует исходя из расчёта, однако эта цель не происходит из решения какого-то индивидуального субъекта. Власть анонимна, у неё нет «штаба» или группы, которые контролировали бы все социальные и государственные аппараты. Практики всякой властной фигуры или инстанции тоже, в свою очередь, пронизаны властными отношениями, которые их контролируют, и так до бесконечности.
- Власть всегда предполагает сопротивление, поэтому оно не является чем-то инородным по отношению к ней: «Точки сопротивления присутствуют повсюду в сети власти».

## Власть и сопротивление
Сопротивление власти имеет такую же структуру, как и она сама: структуру множественных, точно не локализуемых очагов. Если власть организует диспозитивы — «гетерогенные ансамбли» аппаратов, подавляющих и определяющих субъекта, — то субъект всегда имеет возможность индивидуироваться посредством этих аппаратов, сопротивляясь им и сознательно ими пользуясь.
«Чаще всего имеют дело с подвижными и блуждающими точками сопротивления, которые вносят в общество перемещающиеся расслоения, разбивают единства и вызывают перегруппировки; которые прокладывают борозды в самих индивидах, очерчивают в них — в их теле и душе — нередуцируемые области».

## Власть и дискурс
Дискурс у Фуко — это то, в чём, посредством чего и в отношении чего непосредственно реализуется власть. Он является сетью «речей, текстов и практик» и организован таким образом, что субъект может вступить в отношения с другим субъектом только заняв определённое место в соответствующем дискурсе (экономическом, сексуальном и многих более частных). Таким образом, на пути к социальной коммуникации, индивидуации, выражению отношения с властью являются неизбежными.
Распределение различных элементов в дискурсе (скрытых, явных, господствующих, пассивных) может подвергаться изучению. Такое исследование носит название дискурс-анализа.